# 西口站
西口站是位于内蒙古自治区科尔沁右翼前旗西口村的一个铁路车站，邮政编码137414。车站建于1935年，有白阿铁路经过该站，现仅办理货运，不办理客运。车站距离白城站238公里，隶属沈阳铁路局，是四等站。